# Agrotis costata
Agrotis costata är en fjärilsart som beskrevs av Tutt 1892. Agrotis costata ingår i släktet Agrotis och familjen nattflyn. Inga underarter finns listade i Catalogue of Life.